# Scotorythra anagraptis
Scotorythra anagraptis là một loài bướm đêm trong họ Geometridae.